# 紀元前320年代
紀元前320年代（きげんぜんさんびゃくにじゅうねんだい）は、西暦による紀元前329年から紀元前320年までの10年間を指す十年紀。

## できごと
- 蘇秦・張儀による合従連衡策盛ん。

### 紀元前327年
- アレクサンドロス3世(大王)、インドに入る。

### 紀元前323年
- アレクサンドロス3世、バビロンで死去。クランノンの戦い始まる。

### 紀元前322年
- アレクサンドロス3世の死により、ディアドコイ戦争が始まる。クランノンの戦い終結。

### 紀元前321年
- ヘレスポントスの戦い。トリパラディソスの軍会。

### 紀元前320年
- 第一次ディアドコイ戦争終結。

## 誕生
紀元前329年
- 武王 (秦)

紀元前325年
- ボリュステネスのビオン

紀元前323年
- アレクサンドロス4世

紀元前320年
- チモカリス

## 死去
紀元前328年
- クレイトス
- スピタメネス

紀元前326年
- ピリッポス (マカタスの子)
- ブケパロス

紀元前325年
- メノン (アラコシア太守)

紀元前324年
- ヘファイスティオン

紀元前323年
- アレクサンドロス3世
- スタテイラ
- メレアグロス (将軍)
- ディオゲネス (犬儒学派)
- 景公 (魯)
- カラノス (バラモン僧)

紀元前322年
- デモステネス
- アリストテレス
- ナウクラティスのクレオメネス
- レオンナトス

紀元前321年
- ペラのアルコン
- クラテロス
- ネオプトレモス (ディアドコイ)
- ペルディッカス（または紀元前320年）
- ファルサロスのメノン4世
- 顕王